# Agrafiótis Potamós
Agrafiótis Potamós är ett vattendrag i Grekland. Det ligger i den centrala delen av landet, 210 km nordväst om huvudstaden Aten. Agrafiótis Potamós ligger vid sjön Technití Límni Kremastón.